# Hersiliola versicolor
Espèce
Synonymes
- Hersilia versicolor Blackwall, 1865

Hersiliola versicolor est une espèce d'araignées aranéomorphes de la famille des Hersiliidae.

## Distribution
Cette espèce est endémique des îles du Cap-Vert.
Sa présence est incertaine aux îles Canaries.

## Description
Les femelles décrites par Foord et Dippenaar-Schoeman en 2005 mesurent de 3,75 à 4,58 mm.

## Publication originale
- Blackwall, 1865 : Descriptions of recently discovered spiders collected in the Cape de Verde Islands by John Gray, Esq. Annals and Magazine of Natural History, sér. 3, vol. 16, p. 80-101 (texte intégral).